# Deauville

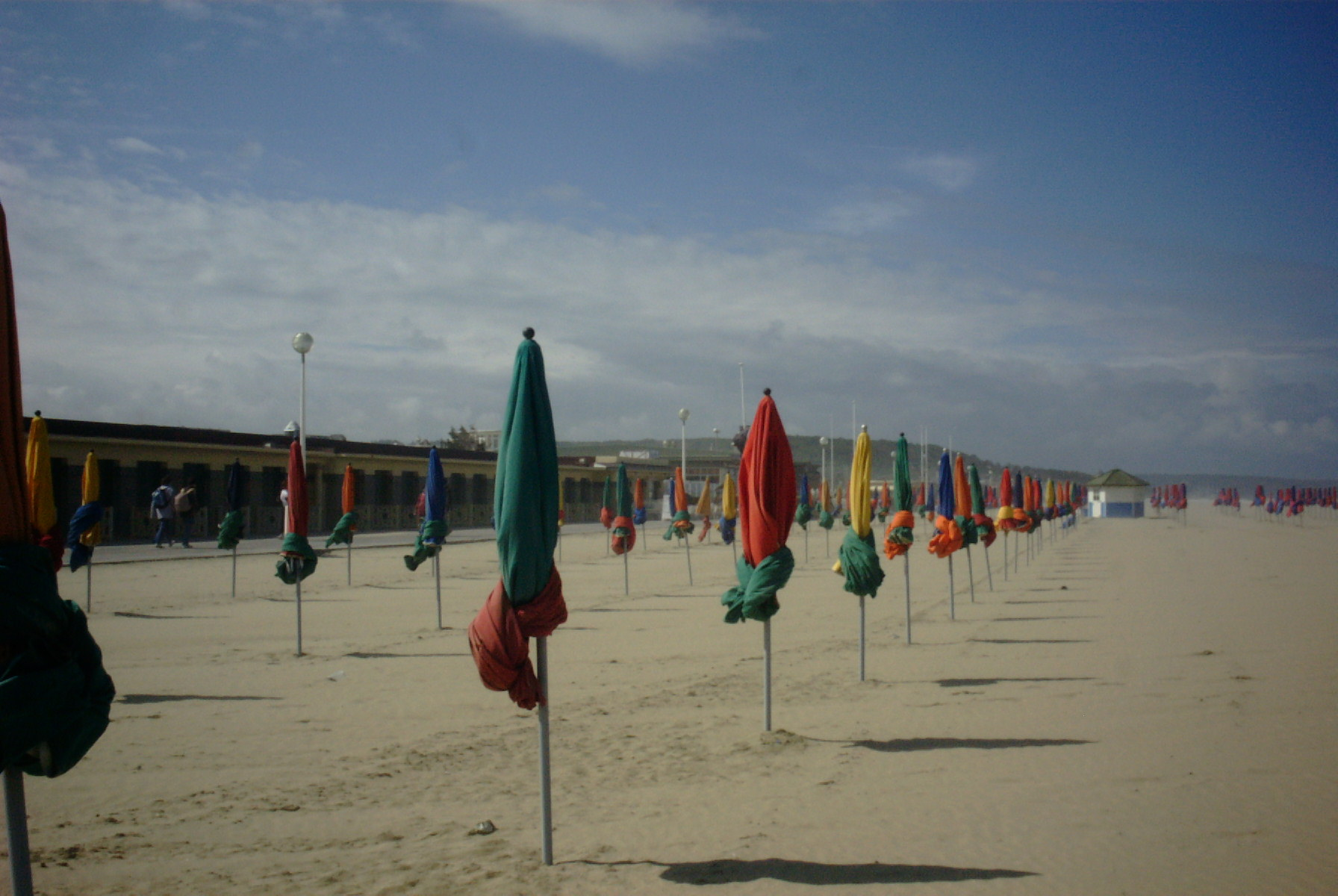
Strand i Deauville

Deauville är en kommun i departementet Calvados i regionen Normandie i nordvästra Frankrike. Kommunen ligger  i kantonen Trouville-sur-Mer som ligger i arrondissementet Lisieux. År 2022 hade Deauville 3 563 invånare.
Deauville är en badort och en stor del av turisterna kommer från Storbritannien. Orten anses mycket exklusiv och det finns ett flertal eleganta hotell och restauranger samt ett välbesökt kasino. På andra sidan en smal kanal ligger grannorten Trouville.
Deauville American Film Festival går årligen av stapeln här.

## Befolkningsutveckling
Antalet invånare i kommunen Deauville
Referens: INSEE